# Pristurus sokotranus
Pristurus sokotranus es una especie de gecos de la familia Sphaerodactylidae.

## Distribución geográfica yhábitat
Es endémica de Socotra (Yemen). Su rango altitudinal oscila entre 0 y 1298 m s. n. m..